# Arenaria ciliata
Espèce
Synonymes
- Alsinanthus ciliatus (Jacq.) Desv.[1]
- Alsine tenella (J.Gay) Torr.[1]
- Alsinella ciliata Gray[1]
- Arenaria ciliata subsp. bernensis Favarger[1]
- Arenaria tenella Kit.[1]
- Greniera tenella J.Gay[1]

Arenaria ciliata, la Sabline ciliée, est une espèce de plantes herbacées de la famille des Caryophyllacées.

## Liste des variétés et sous-espèces
Selon Tropicos (30 janvier 2022) (Attention liste brute contenant possiblement des synonymes) :
- Arenaria ciliata subsp. bernensis Favarger
- Arenaria ciliata subsp. hibernica Ostenf. & O.C. Dahl
- Arenaria ciliata subsp. moerhingioides (Murr) Braun-Blanq.
- Arenaria ciliata subsp. multicaulis (L.) Arcang.
- Arenaria ciliata subsp. polycarpoides (Rouy & Foucaud) Braun-Blanq.
- Arenaria ciliata subsp. pseudofrigida Ostenf. & O.C. Dahl
- Arenaria ciliata subsp. tenella Braun-Blanq.
- Arenaria ciliata var. frigida (L.) W.D.J. Koch
- Arenaria ciliata var. moerhingioides (Murr) Asch. & Graebn.
- Arenaria ciliata var. pseudofrigida (Ostenf. & O.C. Dahl) B. Boivin